# Michael Wheeler
Michael Wheeler, född 14 februari 1935 i Watford, död 15 januari 2020, var en brittisk friidrottare.
Wheeler blev olympisk bronsmedaljör på 4 x 400 meter vid sommarspelen 1956 i Melbourne.